# Нейролептаналгезия
Нейролептаналгезия (греч. νευρον «нерв» + λεπσις «хватание», «приступ» + греч. приставка отрицания ανά + άλγος боль) — комбинированный метод внутривенной общей анестезии, при котором пациент находится в сознании, но не испытывает эмоций (нейролепсия) и боли (анальгезия). Благодаря этому отключаются защитные рефлексы симпатической системы и уменьшается потребность тканей в кислороде. К преимуществам нейролептанальгезии также относятся: большая широта терапевтического действия, малая токсичность и подавление рвотного рефлекса.

## Препараты
- Дроперидол (нейролептик, в ампулах по 10 мл 0,25 % раствора)
- Фентанил (наркотический анальгетик, в ампулах по 2 и 10 мл 0,005 % раствора)
- Таламонал (смесь дроперидола 2,5 мг и фентанила 0,05 мг в 1 мл).

## Показания к применению и дозировка
- обезболивание оперативных вмешательств и диагностических манипуляций, при которых нужно, чтобы пациент был в сознании и мог выполнять команды врача (офтальмология и т. д.)

Дозировка: дроперидол 0,25 — 0,5 мг/кг + фентанил 0,005 мг/кг в/м за 30 минут до операции или таламонал 10 мл + 100—150 мл 5 % раствора глюкозы в/в капельно.
- обезболивание при комбинированной анестезии с использованием закиси азота или местных анестетиков.
- седация, обезболивание и нейровегетативная защита при инфаркте миокарда, ТЭЛА, отёке лёгких, болевом шоке.

Начальная доза: дроперидол 2,5—5 мг (1—2 мл 0,25 %) + фентанил 0,05—0,1 мг (1—2 мл 0,005 %) + р-р глюкозы 40 % 20 мл в/в медленно струйно или таломонал 2-5 мл + р-р глюкозы 40 % 20 мл в/в медленно струйно. Обезболивание наступит через 4-5 минут и продлится 30-45 минут. При урежении частоты дыхания ниже 12-14 — введение прекратить.
Поддерживающая доза: по 0,5—0,7 мл дроперидола и фентанила на 10 кг массы тела — треть в/в медленно струйно, остальное — подкожно.

## Возможные осложнения
- экстрапирамидные нарушения
- дисфория
- угнетение дыхания пациента или плода (при беременности). Антидот — налорфин 0,5 % 2 мл в/в.
- синусовая брадикардия. Антидот — атропин 0,1 % 1 мл в/в.
- гипотония при гиповолемии, так как отключается симпатическая система и происходит децентрализация кровообращения
- гипотония при длительном приеме антигипертензивных средств

## Противопоказания
- отсутствие условий для проведения искусственной вентиляции лёгких
- выраженная гиповолемия
- симптомы «острого живота» и черепно-мозговые травмы в догоспитальном этапе, так как введение наркотических анальгетиков может сделать неясной клиническую картину.
- поперечная блокада сердца
- беременность и роды
- экстрапирамидные нарушения
- депрессивный психоз, алкоголизм, наркомания